# Теорія елітарної демократії
 Теорія елітарної демократії  — одна із концепцій демократії, заснована на передачі компетенції прийняття політичних рішень спеціалістам — еліті, виходячи з того що «маси» не цікавляться політикою, не мають відповідних знань, навичок та інформації, не вміють приймати правильні політичні рішення. В такому випадку найефективнішим державним механізмом є такий, в якому право прийняття політичних рішень належить компетентним спеціалістам — еліті.
Основоположниками цієї ідеї вважаються М. Вебер і Йозеф Шумпетер, який назвав її «теорією змагальних лідерів». На формування моделі конкурентної елітарної демократії мали вплив й інші дослідники такі як Джон Дьюї, Гаетано Моска, Вільфредо Парето, Мойсей Острогорський.

## Сутність елітарної демократії. Погляди Й. Шумпетера
У сучасних умовах політична еліта є невід'ємною, активною, впливовою частиною соціальної структури суспільства, котра здатна брати на себе провідну, відповідальну, консолідуючу роль у забезпеченні розвитку і стабільності будь-якої соціальної системи.
Політичний діяч Й. Шумпетер підкреслює вагомість прийняття рішень досвідченою і компетентною елітою при обмеженому контролі зі сторони громадян. Демократія, з точки зору Й. Шумпетера, — не мета, а всього лиш один із політичних методів. Функція громадян полягає у виборі уряду або в обранні посередників для цієї мети. Згідно з демократичним методом, до влади приходить партія, яка отримала найбільшу підтримку виборців.
Змагання між потенційними лідерами — визначальна риса елітарної демократії, при якій усі вільні конкурувати один з одним на виборах, тому потрібні конкретні громадянські права. Єдиний тип участі, доступний простим людям — у виборчому процесі, оскільки всі інші способи участі стануть спробою контролю над владою з їхнього боку і можуть привести до невизнання ролі лідерства. До речі, Шумпетеру належить відомий вислів : щойно типовий громадянин потрапляє у політичну сферу, його розумовий рівень падає, у політиці він знову стає примітивним. У період між виборами виборці повинні поважати розподіл праці між елітою та суспільством, а також розуміти що до наступних виборів їм не варто займатись політикою. У цій моделі більшість (суспільство) при мінімальних затратах (політичній участі виключно у виборах) отримує максимальну віддачу (еліта приймає правильні рішення)
Це — метод відбору найталановитішої та найкомпетентнішої владної еліти, котра може взяти на себе відповідальність як за законодавство, так і за адміністрування.
«Демократія означає не те що люди дійсно керують, а лише те що вони мають можливість вибирати правителів» — висловлювався Й. Шумпетер. Прихильники цієї теорії ділять суспільство на: правлячу меншість — еліту та неволодарюючу більшість — маси. Маси не цікавляться політикою, не володіють необхідними знаннями і повною інформацією, не вміють приймати правильні рішення, тому передають еліті право керувати політичним процесом. Політична участь мас обмежена виборами. Водночас маси повинні мати право періодичного, переважно електорального, контролю за складом політичної влади.
Елітарна модель передбачає здійснення таких організаційно-правових заходів у державному управлінні, які забезпечують наступне:
- Партійно-політичне структурування суспільства відбувається навколо певної кількості політичних лідерів;
- Головним спрямуванням передвиборчої агітації є обговорення особистісних якостей лідерів, а не їхніх політичних програм;
- Найвищі посади в державі здобувають персоналії, а не політичні партії чи блоки, уряд формується не на коаліційній основі, а прем'єр-міністром;
- Виконавча вертикаль (разом із регіональними її керівниками) формується «під лідера» за принципами централізації та концентрації влади і в разі зміни президента (прем'єра-міністра) уряд та регіональні керівники органів виконавчої влади у своїй більшості змінюються;

## Критика теорії
Елітарна демократія знімає всю повноту відповідальності за прийняття політичних рішень з виборців і передає її еліті. Однак вона не має механізмів, які б протидіяли загрозі «тиранії меншості», не пропонує дієвих механізмів проти зловживань елітою своїми владними повноваженнями.
Еліти прагнуть максимально обмежити участь суспільства у політичному процесі, зводячи передвиборну боротьбу до простої реклами своїх представників. Обмеження політичної участі безвладної більшості сприяє зростанню політичної та соціальної напруженості у суспільстві. Для часткового усунення цієї напруги існує соціальний інститут місцевого самоврядування, значущість якого полягає в тому, що він забезпечує оптимальне поєднання загальнодержавних інтересів та інтересів кожної місцевої спільноти й виконує функцію впливового інституту громадянського суспільства. Оцінюючи діяльність органів місцевого самоврядування, можна говорити, що у них є достатній потенціал, який дає змогу громадянам брати участь у процесі ухвалення рішень стосовно життєво важливих питань і здійснювати контроль за їхньою реалізацією. Проте, реальний вплив місцевих органів на політичній арені досить незначний, а їхні можливості обмежені.
До того ж елітарна демократія створює всі умови для «олігархізації» держави — корпоративізації влади, її відгородження від населення, посилення централізації та адміністративних методів державного управління в умовах, коли практично відсутня відповідальність виборців за політичні рішення та всесилля еліти.
Критики цієї системи вважають що вона є слабкою формою демократії, оскільки зниження ролі громадян у демократичному процесі може призвести до втрати політичного інтересу, появі апатії і відчуження.

## Роль теорії еліт у становленні концепції
Значну роль у становленні концепції елітарної демократії відіграла теорія еліт, на якій перша фактично повністю побудована.
При розгляді еліти стосовно до сфери політики вчені оперують двома близькими, але не ідентичними термінами: «політична еліта» і «володарююча еліта». Найбільш містким є поняття «володарююча еліта»: це всі групи, які можуть і реально здійснюють вплив на владу. Виходячи із трактування політичної еліти як одного з елементів володарюючої еліти, їй можна дати таке визначення: це певна група суспільства, яка концентрує у своїх руках державну владу і відповідає за вироблення стратегії розвитку всієї системи. Саме на цій теорії побудована елітарна демократія, яка говорить вже й про активні дії цієї еліти. Тобто, політична влада належить меншості (еліті), яка править формально від імені народу.